# Дендритный шипик

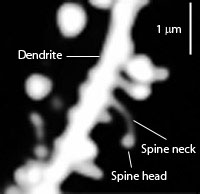
Дендритные шипики стриатального нейрона

Дендритный шипик — мембранный вырост на поверхности дендрита, способный образовать синаптическое соединение. Шипики обычно имеют тонкую дендритную шейку, оканчивающуюся шарообразной дендритной головкой. Дендритные шипики обнаруживаются на дендритах большинства основных типов нейронов мозга. В создании шипиков участвует белок калирин.
Шипики отличаются множеством форм, что отражается в их категоризации — различают филоподии, протошипики, грибовидные шипики, тонкие шипики, пеньковые шипики, разветвленные шипики и т. д. Существуют свидетельства того, что разные формы шипиков соответствуют разным стадиям развития и различной силе синаптических соединений. В исследованиях с использованием двухфотонных лазерных сканирующих микроскопов и конфокальных микроскопов было показано, что в зависимости от типа синаптической стимуляции объём и форма шипиков могут изменяться, а сами шипики могут поворачиваться в пространстве, появляться и исчезать, при этом наиболее устойчивыми являются грибовидные шипики.
Шипики, в частности, выполняют роль отдельных клеточных компартментов, предотвращающих изменения в содержании ионов в цитоплазме материнского дендрита при активной работе синапсов.

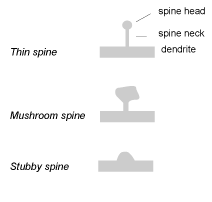
Распространённые формы дендритных шипиков